# Bratkartofle

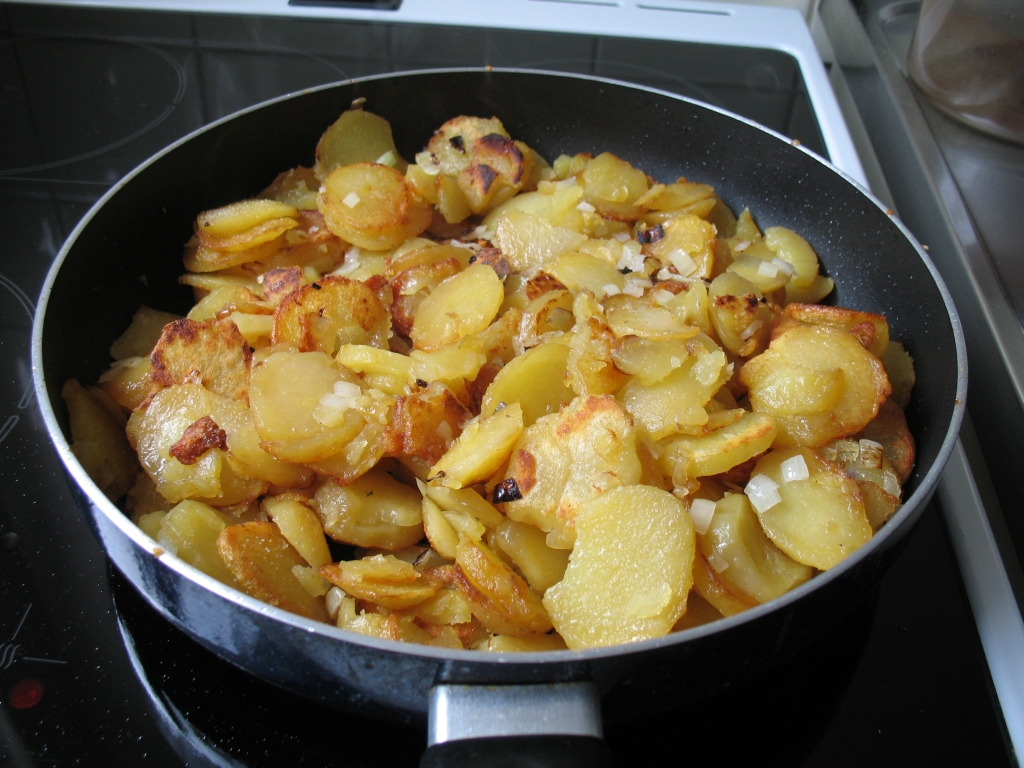
Bratkartofle

Bratkartofle (z niem. braten – „piec”, „smażyć”) – prosta potrawa ziemniaczana, popularna w Niemczech, i na Górnym Śląsku oraz Warmii, Małopolsce (Galicji) i Mazurach. Przygotowana z ugotowanych wcześniej i pokrojonych na małe kawałki lub plasterki ziemniaków. Smażona na patelni z rozgrzanym tłuszczem (pierwotnie wyłącznie smalcem), spożywana najczęściej z kwaśnym mlekiem lub jajkiem sadzonym. Podawana była głównie na kolację przy wykorzystaniu ziemniaków pozostałych z obiadu lub też specjalnie ugotowanych od razu w większej ilości.

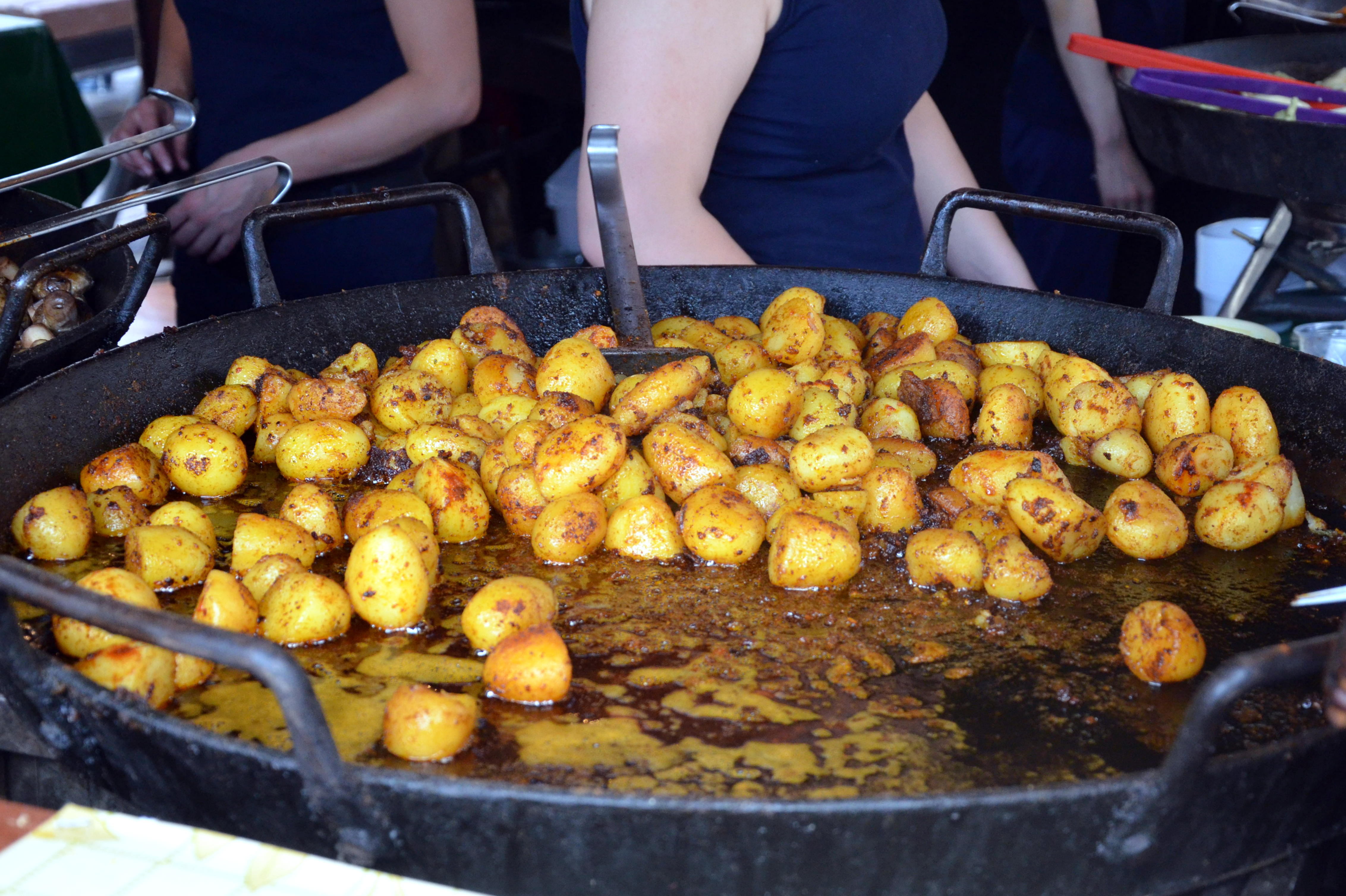
Smażone ziemniaki na rynku krakowskim, 2014

Potrawa wymieniona jest w najstarszej zachowanej polskiej książce kucharskiej – Compendium ferculorum (1682) autorstwa Stanisława Czernieckiego. Nadworny kucharz księcia Lubomirskiego polecał pieczenie i smażenie „tertufelli” w oliwie z dodatkiem wyciśniętego, świeżego soku z cytryny. Tak przygotowane kartofle najbardziej nadają się do befsztyków oraz polędwicy.
Smażone kartofle wymienia również Jan Milikowski w wydanej przez siebie książce Potrawy z kartofli (1842) oraz Lucyna Ćwierczakiewiczowa w swojej książce kucharskiej 365 obiadów (1860).